# 横带刺尾鱼
横带刺尾鱼（学名：Acanthurus triostegus），又名条纹刺尾鱼，为輻鰭魚綱鱸形目刺尾鱼科刺尾鱼属的鱼类。分布于印度洋非洲东岸至太平洋中部波利尼西亚和夏威夷、南到澳大利亚、北至日本南部、台湾岛以及西沙群岛、南沙群岛等，深度0-90公尺。於1758年首次被Carl Linnaeus正式描述為Chaetodon triostegus，該描述發表在Systema Naturae第10版中，该物种的模式产地在东南亚。
本魚體呈橢圓形且側扁，頭小，鼻尖，嘴唇厚，體側有6條黑色縱紋，尾柄上有兩個黑點，兩側各有一鋒利、可伸縮的刺，用於進攻或防禦，背鰭硬棘9枚、背鰭軟條22-26枚、臀鰭硬棘3枚、臀鰭軟條19-22枚，体长可达27公分，生活在潟湖、礁坡、海灣和河口的硬底，幼魚在潮汐池中很常見，以岩石上的藻類為食。可作為食用魚。

## 亚种
横带刺尾鱼包括以下亚种：
- Acanthurus triostegus marquesensis （Schultz and Woods, 1948）
- Acanthurus triostegus sandvicensis （Streets, 1877）
- Acanthurus triostegus triostegus （Linnaeus, 1758）

## 扩展阅读
維基物種上的相關：横带刺尾鱼